# Isole Canarie
Le Isole Canarie (in spagnolo Islas Canarias) sono un grande arcipelago situato nell'Oceano Atlantico al largo dell'Africa nord-occidentale, composto da sette isole maggiori e altre isolette minori, tutte di origine vulcanica, che formano una comunità autonoma della Spagna.
Le Canarie sono la regione più meridionale e più occidentale della Spagna. È anche una delle otto regioni con particolare considerazione di nazionalità storica riconosciute come tali dal governo spagnolo.
Le isole Canarie sono divise in due province: la provincia di Tenerife, con capitale Santa Cruz de Tenerife, cui fanno riferimento La Palma, La Gomera e El Hierro e la provincia di Gran Canaria, con capitale Las Palmas de Gran Canaria, cui fanno riferimento Fuerteventura, Lanzarote e La Graciosa; fino al 1927 il capoluogo canario era soltanto Santa Cruz.

## Geografia fisica

### Territorio
Le Canarie sono isole subtropicali, situate nell'Oceano Atlantico, davanti alla costa dell'Africa e al Sahara, al largo del Marocco, poco più a nord rispetto al tropico del Cancro (al 28º parallelo, ovvero alla stessa latitudine di Florida, Bahamas, Bermuda, Caraibi, Hawaii).
In ordine di estensione, le isole sono:
- Tenerife, 2034,21 km² (capoluogo di comunità, di provincia e di isola: Santa Cruz de Tenerife)
- Fuerteventura, 1659,71 km² (capoluogo di isola: Puerto del Rosario)
- Gran Canaria, 1560,10 km² (capoluogo di comunità, di provincia e di isola: Las Palmas de Gran Canaria)
- Lanzarote, 845,90 km² (capoluogo di isola: Arrecife)
- La Palma, 708,26 km² (capoluogo di isola: Santa Cruz de La Palma)
- La Gomera, 369,74 km² (capoluogo di isola: San Sebastián de La Gomera)
- El Hierro, 268,70 km² (capoluogo di isola: Valverde)
- Lobos, 4,679 km²
- Arcipelago Chinijo (a nord-est di Lanzarote):
  - La Graciosa, 29,05 km² (capoluogo di isola: Caleta De Sebo)
  - Alegranza, 10,30 km²
  - Montaña Clara, 2,70 km²
  - Roque del Oeste, 0,064516 km²
  - Roque del Este (o Roque del Infierno), 0,015765 km²

L'isola più vicina all'Africa, Fuerteventura, si trova a circa 95 km dalla costa africana, mentre l'arcipelago dista 940 km dalla costa continentale europea.
Le isole formano l'ecoregione della Macaronesia, assieme a Capo Verde, Madera, le isole Azzorre e le isole Selvagge.

 Il vulcano del Teide, situato nell'isola di Tenerife, con i suoi 3 718 metri è la montagna più alta della Spagna.

Vista del Teide (Tenerife) da "Los Roques de García"

### Clima
| Isole Canarie                | Mesi | Mesi | Mesi | Mesi | Mesi | Mesi | Mesi | Mesi | Mesi | Mesi | Mesi | Mesi | Stagioni | Stagioni | Stagioni | Stagioni | Anno |
| Isole Canarie                | Gen  | Feb  | Mar  | Apr  | Mag  | Giu  | Lug  | Ago  | Set  | Ott  | Nov  | Dic  | Inv      | Pri      | Est      | Aut      | Anno |
| ---------------------------- | ---- | ---- | ---- | ---- | ---- | ---- | ---- | ---- | ---- | ---- | ---- | ---- | -------- | -------- | -------- | -------- | ---- |
| T. max. media (°C)           | 25   | 25   | 26   | 27   | 29   | 29   | 30   | 30   | 29   | 27   | 26   | 25   | 25       | 27,3     | 29,7     | 27,3     | 27,3 |
| T. min. media (°C)           | 15   | 16   | 18   | 18   | 20   | 22   | 23   | 22   | 21   | 20   | 19   | 17   | 16       | 18,7     | 22,3     | 20       | 19,3 |
| Giorni di gelo (Tmin ≤ 0 °C) | 0    | 0    | 0    | 0    | 0    | 0    | 0    | 0    | 0    | 0    | 0    | 0    | 0        | 0        | 0        | 0        | 0    |
| Precipitazioni (mm)          | 18   | 24   | 14   | 7    | 2    | 0    | 0    | 0    | 10   | 13   | 18   | 27   | 69       | 23       | 0        | 41       | 133  |
| Giorni di pioggia            | 6    | 4    | 3    | 2    | 2    | 1    | 0    | 0    | 2    | 5    | 6    | 7    | 17       | 7        | 1        | 13       | 38   |

Durante l'anno, le isole godono di un clima molto mite; a causa dell'influenza degli alisei, però, esso può essere molto secco, così come piuttosto umido. Essendo comunque in pieno oceano Atlantico, la temperatura dell'acqua raggiunge i 18 °C a gennaio-febbraio (periodo più freddo dell'anno), per aumentare fino ai 28 °C a luglio-agosto-settembre (il periodo più caldo). Il regime pluviometrico è di tipo desertico, in quanto solo in alcuni punti più elevati si superano i 200 mm annui, concentrati nella stagione invernale.

### Flora e fauna
Prima dell'arrivo degli aborigeni, le Canarie erano popolate da animali endemici, alcuni estinti: lucertole giganti (Gallotia goliath), ratti giganti (Canariomys bravoi e Canariomys tamarani) e tartarughe giganti (Geochelone burchardi e Geochelone vulcanica).
Sono presenti diverse specie autoctone di flora, come il cosiddetto albero del drago (Dracaena draco), le foreste di laurisilva, pini e palme tropicali, piante grasse di agave, aloe vera e cactus. L'"albero del drago", considerato il simbolo delle Canarie, può raggiungere 20 metri di altezza.
Si ritiene che gli esemplari più antichi possano essere addirittura millenari. L'esemplare più antico si trova a Icod de los Vinos, nella zona nord-occidentale di Tenerife. La sua linfa è di colore rosso intenso, e proprio per questo motivo è chiamata "sangue di drago". Veniva usata dagli antichi abitanti delle Canarie (gli indigeni aborigeni, Guanci) nei loro riti animisti; questa pratica era considerata magica. I fiori simbolo delle Isole Canarie sono le buganvillee (Bougainvillea) e le orchidee. Solo nell'isola di Gran Canaria, proclamata Riserva della biosfera, esistono ben 2.000 varietà di fiori esotici, considerati unici al mondo. Macizo de Anaga a Tenerife, anch'esso Riserva della Biosfera, è il luogo che ha la maggiore concentrazione di specie endemiche in Europa.
Sono presenti numerosi bananeti, in cui si coltivano frutti chiamati plátanos, più piccoli, sodi e saporiti delle classiche banane.
Ricchissima è la fauna marina tropicale. I più noti sono il pesce pappagallo, le murene, i pesci volanti e il pesce civetta. Si possono trovare le tartarughe marine e i delfini. Ci sono molti tonni, barracuda, aragoste, sardine e al largo dell'Oceano Atlantico si possono incontrare le balene, marlin, pesci vela, ma anche squali, come lo squalo martello.
Le Canarie sono un paradiso per gli uccelli; solo a Gran Canaria ci sono settanta specie diverse di volatili che si riproducono nell'arcipelago. Un gran numero di migratori sverna nelle Canarie. Numerosi sono i pappagalli, e il canarino è sicuramente l'uccello più rappresentativo.
Particolare menzione meritano le endemiche lucertole del genere Gallotia, che a volte raggiungono 60 cm di lunghezza.
Una vastissima varietà di fauna e flora locale e esotica si può ammirare nei grandi parchi di Loro Park, a Puerto de la Cruz, nell'isola di Tenerife, nell'Oasis Park nel sud di Fuerteventura, nella località di La Lajita - Pajara, nel Palmitos Park nel sud di Gran Canaria, vicino a Maspalomas.
Le isole vennero battezzate Canarie (dal latino canis, "cane") per il gran numero di cani selvatici (antenati dell'attuale perro majorero dal quale derivano in parte il cane da presa canario e il dogo canario) che popolavano l'arcipelago, reso noto per la prima volta da Plinio il Vecchio.

### Aree protette
Quattro dei 13 parchi nazionali spagnoli trovano alle Canarie, più che in ogni altra comunità autonoma del resto della Spagna. Due di questi sono stati dichiarati Patrimonio dell'umanità dall'UNESCO:

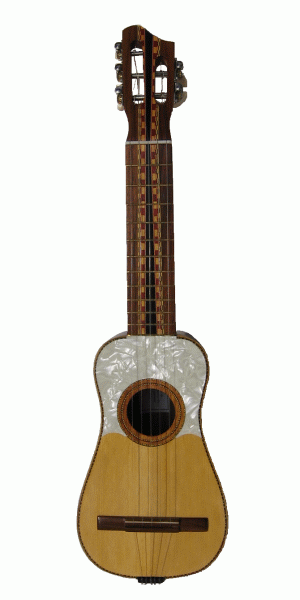
Il timple, strumento musicale tradizionale delle Canarie

- Parco nazionale del Teide su Tenerife: creato nel 1954, fu dichiarato Patrimonio dell'Umanità nel 2007. Ha 18 990 ettari di superficie e comprende l'Istituto d'Astrofisica delle Canarie e l'Osservatorio del Teide.
- Parco nazionale Timanfaya su Lanzarote: creato nel 1974, ha una superficie di 51,07 km².
- Parco nazionale della Caldera de Taburiente su La Palma: creato nel 1954, ha una superficie di 46,9 km². Al suo interno è situato l'Osservatorio del Roque de los Muchachos.
- Parco nazionale di Garajonay su La Gomera: creato nel 1981 e dichiarato Patrimonio dell'Umanità nel 1986. La superficie totale è di 3986 ettari e il suo territorio si estende in tutti i municipi dell'Isole di La Gomera.

### Simboli naturali
I simboli naturali delle Isole Canarie sono Serinus canaria (canarino) e Phoenix canariensis (palma delle Canarie).

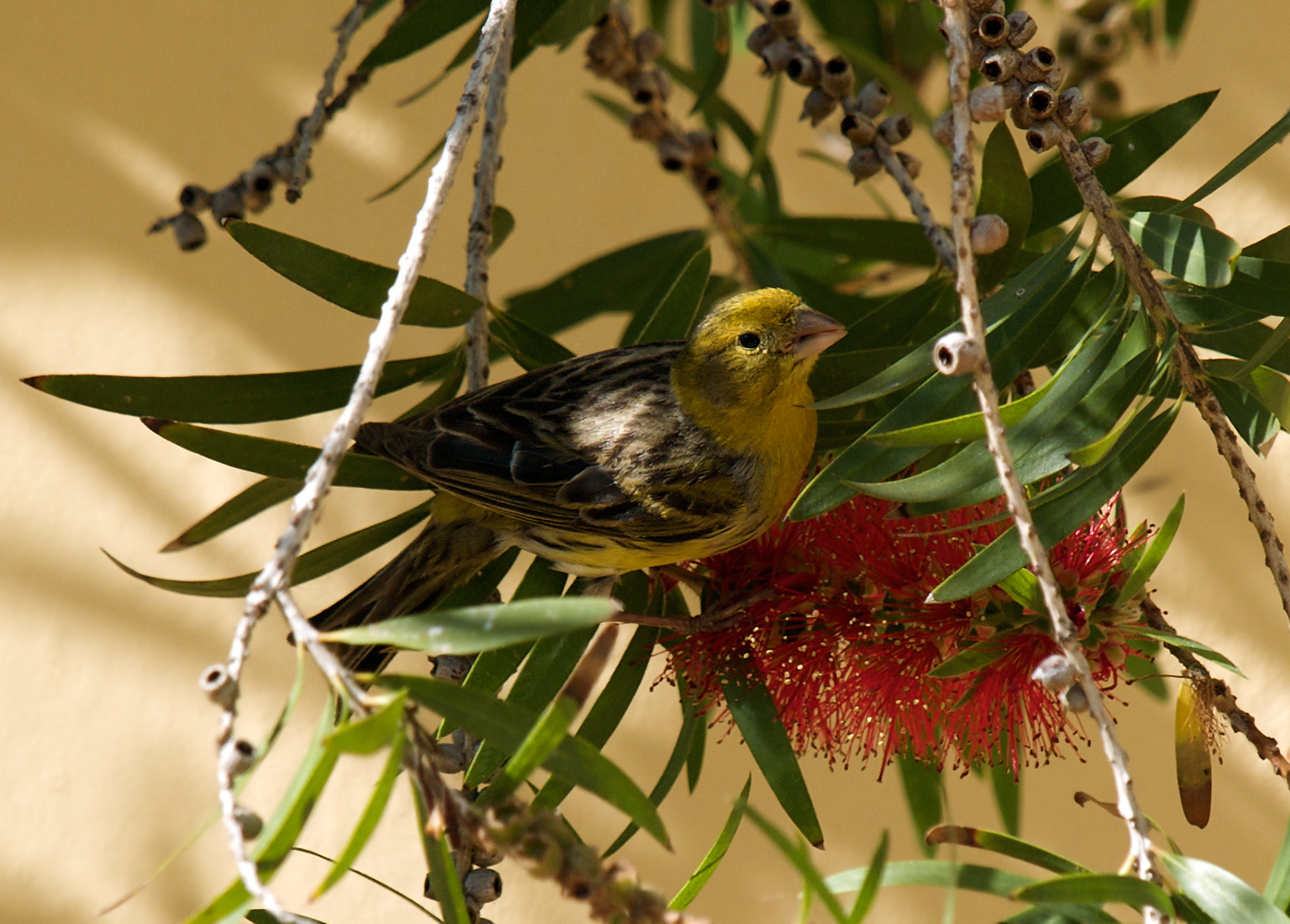
Serinus canaria
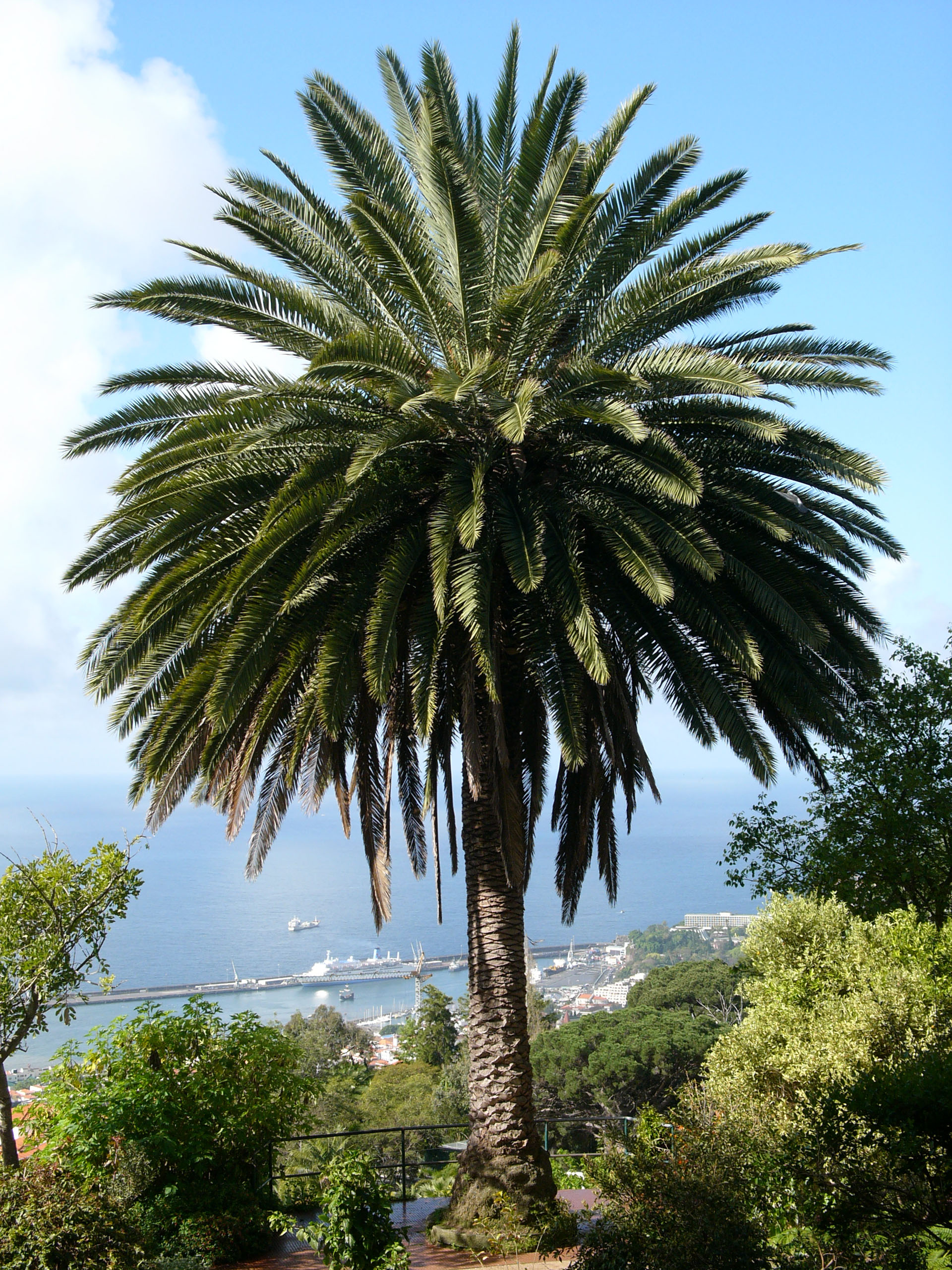
Phoenix canariensis

## Storia

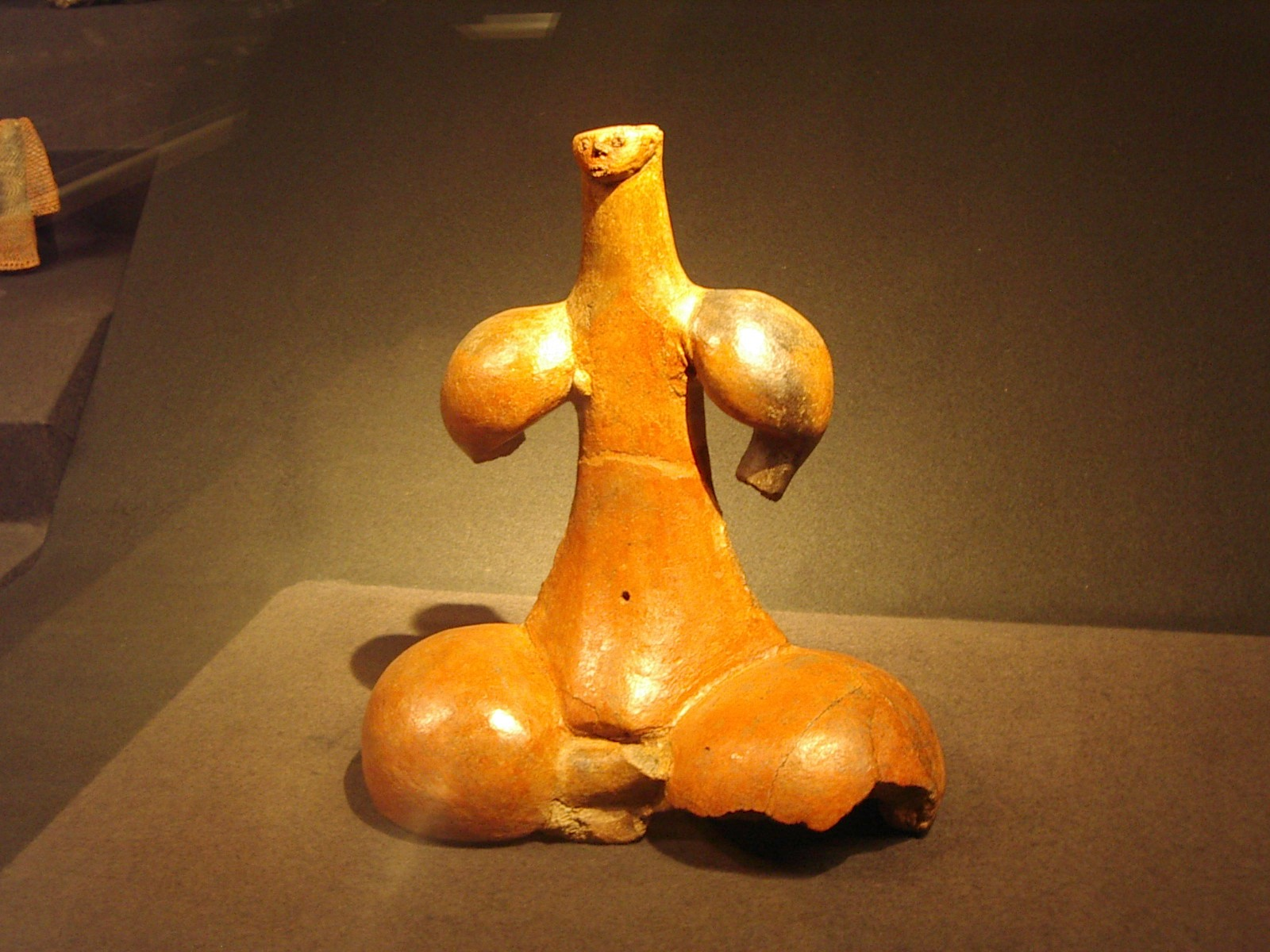
Idolo di Tara conservato nel Museo Canario

### Antichità
I primi resoconti storicamente credibili di viaggi attraverso lo stretto di Gibilterra nell'Atlantico risalgono ai cartaginesi Annone e Imilcone (entrambi i resoconti sono oggi perduti) databili al V secolo a.C. A questi seguono la descrizione della costa (Periplus) dello Pseudo-Scilace e di Pitea, citate da Erodoto. Erodoto riporta anche nelle sue storie che i Fenici avevano circumnavigato l'Africa intorno al 600 a.C. per conto del faraone egiziano Necao II, da est a ovest. Poiché Erodoto scrive che i Fenici riferirono di aver visto temporaneamente il sole dall'altra parte del cielo, i naviganti devono aver effettivamente almeno attraversato l'equatore.
Le fonti romane menzionano le Canarie per la prima volta espressamente in epoca imperiale, precisamente in Pomponio Mela e Plinio il Vecchio; le identificarono come le Isole Fortunate. Plinio il Vecchio distingue nettamente le relativamente note Isole Fortunate dalle Isole Gorgadi (ovvero le isole di Capo Verde) e dalle Esperidi. A nord delle Canarie, secondo Plinio il Vecchio, si trovano le isole di Atlantide (Madera) e le Isole Purpurae. I nomi delle isole che sono riportati da Plinio erano Junonia (Fuerteventura), Canaria (Gran Canaria), Ninguaria (Tenerife), Junonia Major (La Palma), Pluvialia (El Hierro), e Capraria (La Gomera). Lanzarote e Fuerteventura, le due isole Canarie più orientali, erano solo menzionate come l'arcipelago delle Purpurae Insulae, ossia le "isole viola". Il nome complessivo di Canarie e in specifico dell'isola Canaria non ha un'origine chiara. Una possibilità è che derivi dal latino canis, cane e che sia collegato alla presenza sulle isole di grandi quantità di cani, riferita per la prima volta da Plinio il Vecchio. Un'altra possibilità per l'origine del nome dell'arcipelago, più accreditata presso gli storici della cultura canaria e della cultura amazigh del Nord Africa, è quella riguardante la spedizione voluta dal principe Giuba II: questi nel suo trattato Lybika, che ci è giunto frammentario, menziona, fra le popolazioni sulla catena montuosa dell'Atlante, la tribù dei canarii.
Ci sono molte speculazioni e ipotesi sulle origini degli abitanti nativi delle Isole Canarie, gli antichi canari, noti generalmente come Guanci, ma anche sul modo in cui sono arrivati nelle isole. Reperti archeologici a Lanzarote che risalgono al X secolo a.C., fanno ipotizzare che i primi coloni fossero originari dell'area culturale fenicio-punica e che si stabilissero presumibilmente con una base commerciale su quest'isola all'incirca nello stesso periodo dell'insediamento di Lixus e Gades (intorno al X sec. a.C.). All'inizio, questi non erano insediamenti in grado di sostenersi da soli, ma dipendevano da contatti regolari con la regione mediterranea.
Grazie ai ritrovamenti archeologici, l'insediamento permanente sulla maggior parte delle isole può essere identificato al più tardi dal III secolo a.C.. È molto probabile che i coloni provenissero dalle aree del Nord Africa e della Spagna meridionale, che erano allora sotto la sovranità romana. In un processo continuo, diversi gruppi di coloni furono portati nelle isole con l'attrezzatura necessaria. Reperti archeologici dimostrano che almeno tra il I secolo a.C. e il III secolo d.C., c'erano stretti legami economici tra le Isole Canarie e parti dell'area culturale romana. Dalla crisi dell'Impero Romano del III secolo, questi rapporti si sono ridotti sempre di più fino a quando non sono stati completamente interrotti al più tardi nel IV secolo. Poiché gli abitanti delle isole non avevano abilità nella costruzione navale e nessuna conoscenza della navigazione, anche le relazioni tra le isole si interruppero in questo momento.
Nel periodo dal IV secolo fino alla riscoperta delle Isole Canarie da parte degli europei nel XIV secolo, diverse culture si sono sviluppate indipendentemente l'una dall'altra sulle singole isole. Sebbene fossero basati sugli stessi principi, avevano così tante caratteristiche proprie per cui non si può parlare di una "cultura guanci delle Isole Canarie".
C'era la cultura dei Majos a Lanzarote, quella dei Majoreros a Fuerteventura, quella dei Bimbaches a El Hierro, quella dei Gomeros a La Gomera, quella dei Canarios a Gran Canaria, dei Benahoaritas a La Palma e dei Guanches a Tenerife.
La denominazione degli indigeni di tutte le isole con il nome degli indigeni dell'isola di Tenerife, come Guanci, ignora gli sviluppi culturali differenziati nelle diverse isole. Questa frammentazione culturale fu causata dalla diversità della topografia, della fertilità del suolo, del clima, dell'area delle isole e dalle dimensioni della popolazione totale.

### Contatto con gli europei

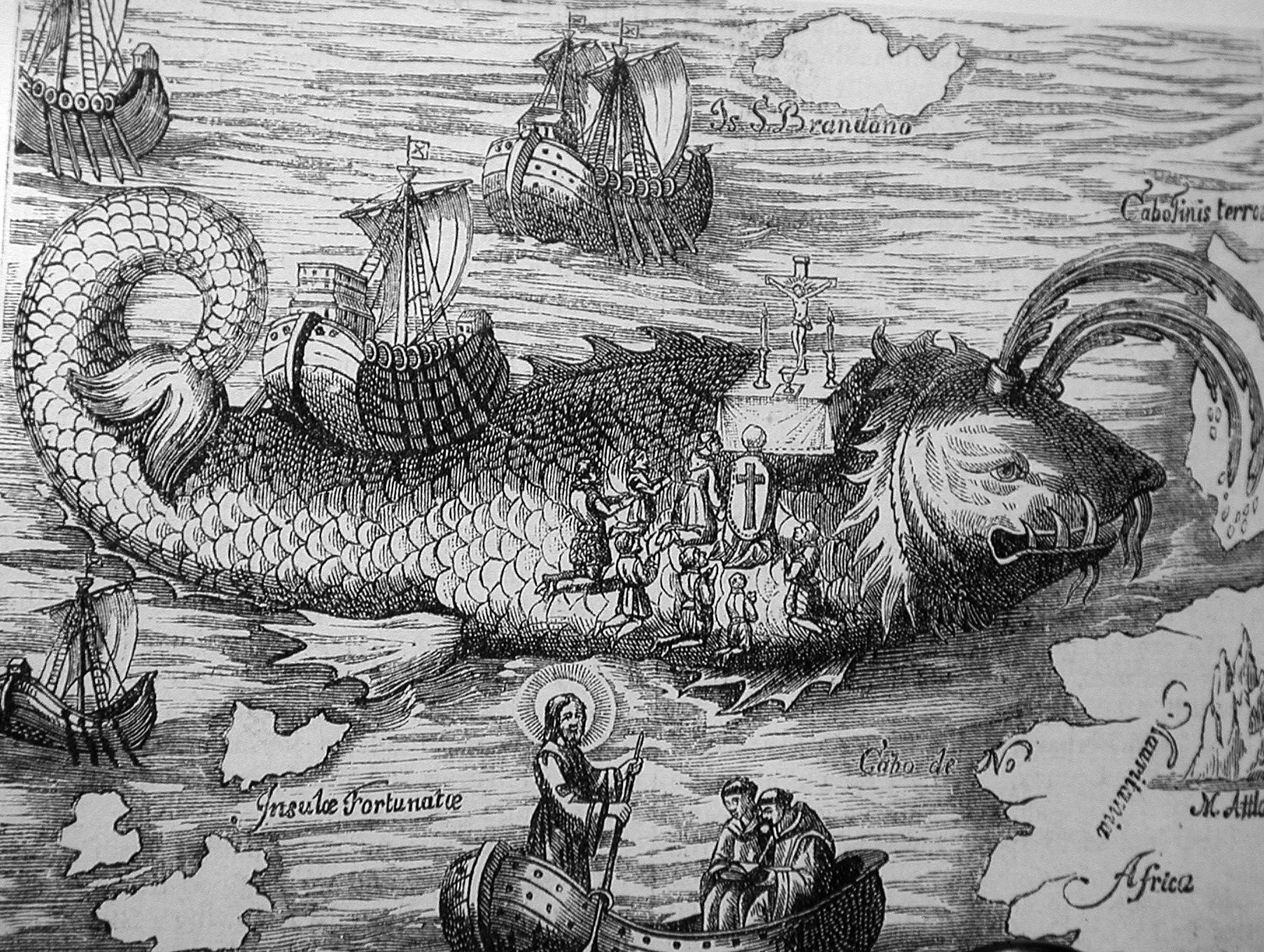
San Brandano, isola immaginaria a nord delle Canarie

Benché le prospicienti coste africane siano state popolate durante l'Alto Medioevo da genti arabe e berbere di religione musulmana, non risulta che tali popoli abbiano conosciuto le isole Canarie, nonostante sia da supporre che gli antichi abitanti delle isole avessero origine nordafricana.
Una delle leggende più popolari delle Canarie vedrebbe nel 516 la scoperta dell'isola di San Brandano (o San Borondón) da parte dell'abate irlandese San Brandano di Clonfert, che sarebbe stata considerata l'ottava isola dell'arcipelago, un'isola immaginaria che comparirebbe e scomparirebbe vicino a El Hierro, che fu continuamente indicata sulle antiche mappe da parte dei cartografi medievali.
Si sa per certo che dal 1291 cominciarono a raggiungere l'arcipelago diverse spedizioni genovesi e, più tardi, anche aragonesi, baleari e portoghesi. Un primo contatto diretto avvenne forse in occasione della guerra ispano-genovese condotta da Sancho IV di Castiglia contro il Marocco. Tuttavia, l'avvio di contatti sia pure saltuari è concordemente attribuito al genovese Lanzarotto Malocello, sotto il cui comando, attorno al 1312, approdò una nave sull'isola che da lui prende il nome: non si conoscono con certezza le motivazioni del suo sbarco, ma si è ritenuto che la Repubblica di Genova l'avesse inviato nell'area perché reperisse informazioni circa Ugolino e Vadino Vivaldi, esploratori genovesi che, cercando una via nuova per raggiungere le Indie assai prima della circumnavigazione dell'Africa da parte di Vasco da Gama e della traversata oceanica di Cristoforo Colombo, finirono dispersi.
Nel 1341 una spedizione capitanata dal genovese Nicoloso da Recco e dal fiorentino Angiolino de' Corbizi esplorò tutto l'arcipelago per conto di Alfonso IV del Portogallo. Per la spedizione del 1341 possiamo contare su un reperto di eccezionale importanza: il De Canaria et insulis reliquis ultra Hispaniam in Oceano noviter repertis di Giovanni Boccaccio. In quest'opera vengono descritti i Guanci e viene attestato anche il loro modo di computare. I Guanci, popolazione pacifica, parlavano lingue differenti a seconda dell'isola di appartenenza e incomprensibili tra di loro. Non conoscevano la navigazione ed è possibile che fossero anche etnicamente molto differenti da isola a isola. Quelli incontrati dalla spedizione di cui parla Boccaccio vivevano in Gran Canaria. Erano nudi, salvo per un sottanino di palma, con l'eccezione dei capi, che vestivano indumenti in pelle caprina tinti di giallo e rosso e cuciti con budella. Conoscevano l'allevamento (capre, pecore e cinghiali) e l'agricoltura, coltivando frutta (soprattutto fichi), ortaggi e legumi, frumento, orzo e biade da cui ricavavano farina che però consumavano sciolta nell'acqua, non conoscendo il pane. Vivevano in case costruite di pietre squadrate e legno e imbiancate all'interno. Adoravano una divinità maschile con in mano una palla, la cui statua fu trafugata dalla spedizione e portata in Portogallo assieme ad alcuni degli abitanti.
L'anno dopo seguiva una spedizione di catalani.
Dal momento che le popolazioni indigene non producevano nulla che permettesse un commercio lucrativo, le spedizioni puntavano soprattutto a catturare dei Guanci, destinati a essere venduti come schiavi, e, probabilmente, anche ad acquisire dell'estratto di Dracaena draco, conosciuto come sangue di drago, un pregiato colorante rosso.
Tuttavia si pose subito il problema del possesso coloniale delle nuove terre. Nel 1344, ad Avignone, papa Clemente VI elesse principe delle isole Fortunate don Luiz de la Cerda, cugino del re portoghese Alfonso IV.
A partire dalla fine del XIV secolo furono i Portoghesi che si sforzarono di più per ottenere la sovranità sulle isole, scontrandosi con le medesime intenzioni da parte della Castiglia.

### La spedizione di Jean de Béthencourt del 1402

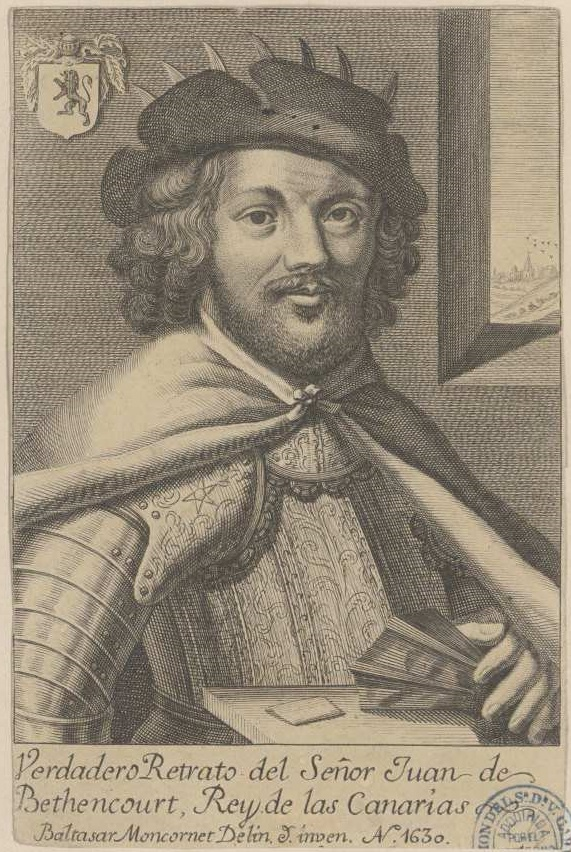
Jean de Béthencourt

Una volta conosciuta l'esistenza delle isole Canarie e il fatto che le sue popolazioni non erano cristiane, crebbe in Europa lo zelo di chi mirava a conquistarle e a cristianizzarle. Tra gli avventurieri che tentarono la conquista delle Canarie, vi fu il nobile normanno Jean de Béthencourt, che organizzò la prima grande spedizione di conquista.
Era costituita da una varietà di avventurieri, alcuni provenienti dall'aristocrazia, come Gadifer de la Salle, che esercitò le funzioni di comandante in seconda, e Pierre Bontier, un francescano di Saint Jouin de Marnes, che poi officiò a Lanzarote nella chiesa di Saint Martial de Rubicon che sarebbe stata costruita dalla spedizione, e Jean le Verrier, un sacerdote che si sarebbe poi installato a Fuerteventura come vicario della cappella di Nostra Signora di Béthencourt, costruita anch'essa nel corso della spedizione. Questi ecclesiastici furono anche gli storici della spedizione, e registrarono gli avvenimenti in testi che sopravvivono ancor oggi e che, con modifiche e aggiunte, costituiscono la cronaca medievale Le Canarien (pubblicata in varie lingue).
La spedizione partì il 1º maggio 1402 dal porto di La Rochelle, con scali a La Coruña e Cadice. La spedizione arrivò alle isole dirigendosi all'isola La Graciosa. Da qui si portò a Lanzarote dove sbarcò pacificamente il 30 giugno 1402, cominciando la costruzione di un forte cui diede il nome di Rubicon.
Lasciando a una parte della spedizione l'incarico di difendere il nuovo forte, Bethencourt partì con Gadifer de la Salle diretto a Fuerteventura, ma fu obbligato a ritornare per vari motivi tra cui una mareggiata e la mancanza di viveri. Per la verità, a questi motivi si aggiungeva anche un'insubordinazione, una costante per tutta la permanenza nelle Canarie, che raggiunse il culmine il 25 novembre 1402, quando una parte della spedizione si ribellò prendendo come ostaggio Guardarifa, il re guance di Lanzarote, che era alleato di Bethencourt.
Alla spedizione si unirono navi provenienti dalla Castiglia, dopo che Béthencourt fu tornato a Cadice per sollecitare un appoggio reale e dopo che gli venne concessa, il 10 gennaio 1403, la sovranità sulle isole (per cui era passato a chiamarsi Re delle Canarie). Béthencourt visiterà tutte le isole, ma senza riuscire a sottomettere la loro popolazione (gli ultimi Guanci si arrenderanno solo nel 1496).

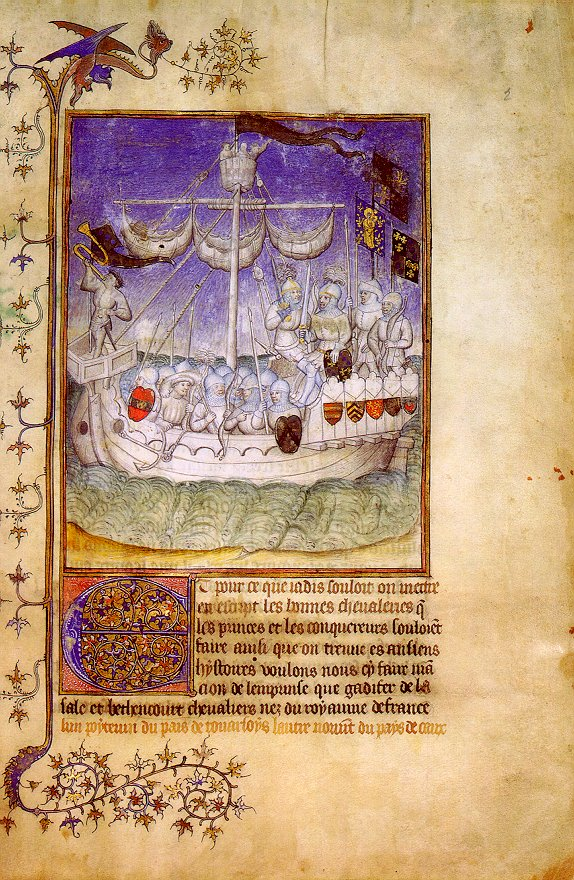
Frontespizio del Le Canarien, 1490, diario della spedizione di Jean de Béthencourt
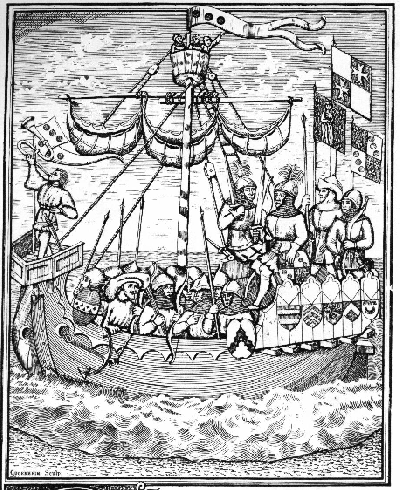
Nave di Gadifer de La Salle durante la spedizione di Béthencourt del 1402, da Le Canarien

### Conquista spagnola

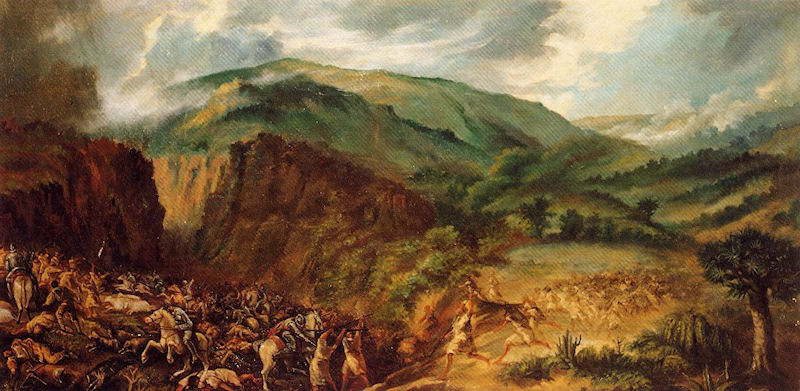
Battaglia di Acentejo durante la conquista delle Canarie

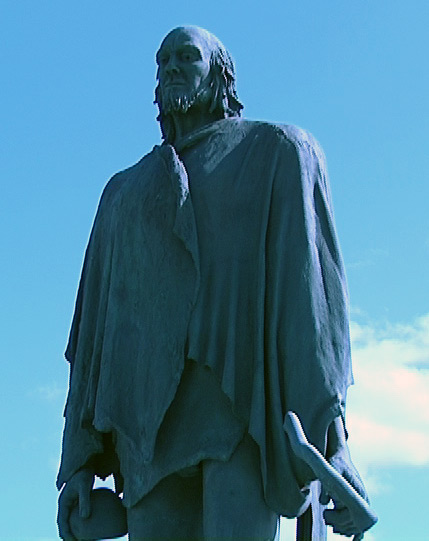
Statua del capo guanci Bencomo

Risolte le questioni di concorrenza con il Portogallo, le Canarie finirono senza problemi nell'orbita della Castiglia, che assumeva su di sé il compito di cristianizzare le isole. A partire dai due punti già acquisiti da Jean de Béthencourt, la conquista delle Canarie proseguì rapidamente, senza che ciò significasse la sottomissione delle popolazioni guance, in particolare nelle isole maggiori.
Al momento dell'inizio della conquista castigliana, si calcola che vi fossero tra 30 000 e 35 000 Guanci a Tenerife e tra 30 000 e 40 000 a Gran Canaria, una popolazione piuttosto ragguardevole tenuto conto delle caratteristiche del territorio.
Privi di imbarcazioni e di capacità bellica adeguata, dal momento che usavano pietre e bastoni contro forze che disponevano della migliore tecnologia europea, i Guanci furono costretti a ritirarsi sempre più verso le zone più alte e accidentate delle isole, lasciando il litorale aperto alla colonizzazione castigliana. Le popolazioni che si sottomettevano venivano battezzate e assimilate a forza.
Un altro grave problema che afflisse i Guanci fu la loro mancanza di difese immunitarie contro le malattie che venivano portate dai colonizzatori. Le epidemie si susseguivano a ripetizione, provocando perdite irreparabili tra le file della popolazione, dal momento che il lungo isolamento nelle isole aveva lasciato i Guanci con un sistema immunitario impreparato nei confronti delle più comuni malattie europee.
La resistenza guance finì per concentrarsi a Tenerife e Gran Canaria, dove la popolazione era più numerosa, e si concluse solo con lo sterminio delle ultime forze rifugiate nelle montagne. In questo contesto assunse particolare rilievo la resistenza a Gran Canaria, dove la lotta condotta sotto il comando di Doramas, un capo guance di origine plebea, costituì l'ultimo grande focolaio di ribellione.
A partire dalla sconfitta di Doramas e dello sterminio dei resistenti a Orotava, la sottomissione fu inevitabile, e alcuni degli ultimi resistenti commisero un suicidio rituale, gettandosi dai dirupi.
A partire da questo momento, i guanci vennero rapidamente assimilati, visto che, dopo la guerra e le malattie, la popolazione restante non poteva impedire una rapida commistione. Già a metà del XVI secolo la memoria dei Guanci cominciava a sparire.
Oggi ben poco resta dei Guanci, anche se il nazionalismo canario tenta con tutte le forze di farne rivivere la memoria. Perfino lo studio delle loro mummie e dei loro resti archeologici è avanzato poco al confronto dello studio di altri popoli assai più remoti.

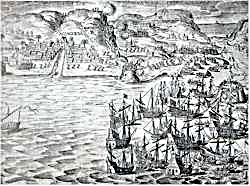
Attacco della flotta olandese di Pieter van Der Does a Las Palmas, 1599
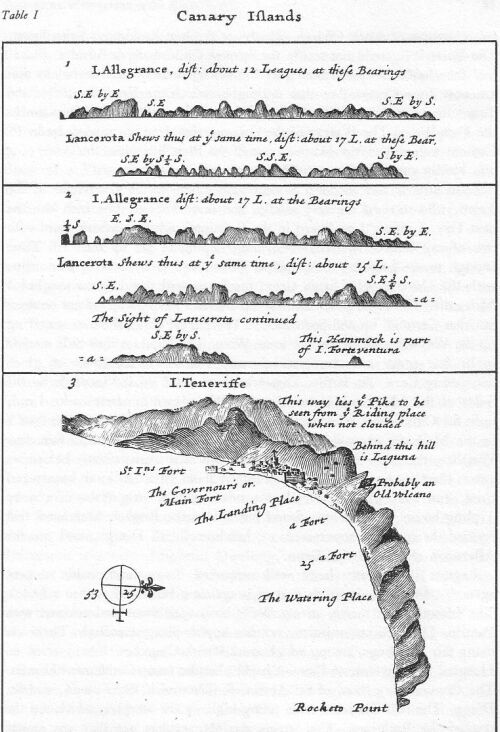
Mappa delle Canarie di William Dampier del 1699
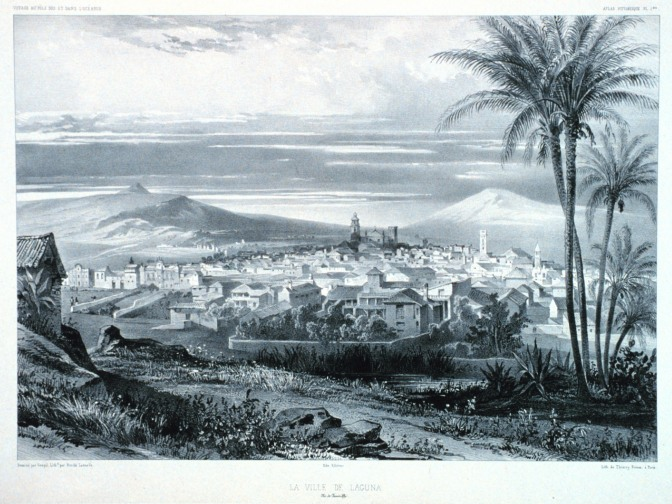
Città di Laguna (Tenerife), Dumont D'Urville, 1842
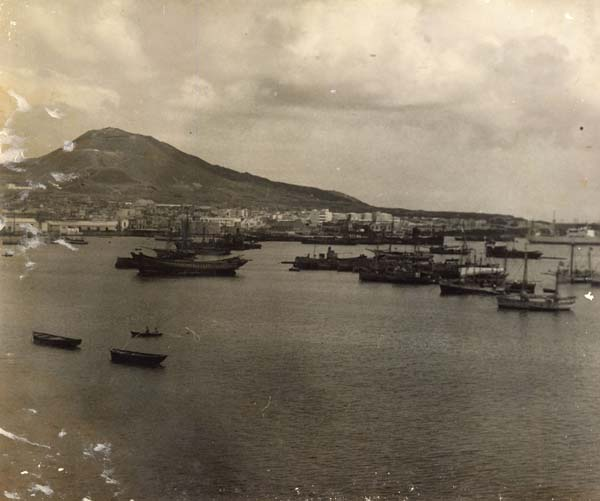
Puerto de la Luz, Las Palmas, 1920

### Guerra civile e dittatura
Il 17 giugno 1936, il generale Francisco Franco, in quel momento residente nell'isola di Tenerife e comandante generale delle Canarie, viaggia da Gran Canario al protettorato spagnolo del Marocco per comandare le truppe dell'esercito contro il Governo della Seconda Repubblica Spagnola, in quel momento diretta da un politico e medico canario, Juan Negrín. Con quest'azione, Franco cominciò la guerra civile spagnola, uno scontro bellico che finì nel 1939 con la vittoria delle truppe franchiste, aiutate dalle forze delle potenze dell'Asse e che risultarono nella Dittatura dello stesso generale. Fino alla morte del dittatore, nel 1975, le Canarie si caratterizzarono per una forte povertà e emigrazione verso l'estero, principalmente verso il Venezuela.

### Comunità autonoma

Bandiera delle Isole Canarie

Le Isole Canarie formano oggi una comunità autonoma facente parte del Regno di Spagna. I suoi abitanti si considerano ponte tra Europa e Africa, con una cultura molto ricca e un sentimento di identità proprio. Nel 2011 il sentimento di essere solo canario era soltanto del 14,9%, ma l'Unione africana individua nelle Canarie un futuro possibile membro, definendole "territorio africano sotto occupazione di una potenza straniera". La Spagna le considera però un territorio transcontinentale: le isole hanno formato parte del paese per più di cinquecento anni e i suoi abitanti sono cittadini spagnoli di pieno diritto.

## Amministrazione
Il governo, o Giunta, è l'organo esecutivo della Comunità autonoma (diretto da un Presidente), mentre un parlamento autonomo legifera nelle materie trasferite dal governo centrale a quello regionale.

### Suddivisione territoriale
La comunità autonoma delle Isole Canarie è suddivisa in due province, Las Palmas e Santa Cruz de Tenerife, i cui capoluoghi, rispettivamente Las Palmas de Gran Canaria e Santa Cruz de Tenerife, sono entrambi capoluoghi della comunità autonoma. A differenza delle altre comunità autonome, le due province canarie non possiedono una propria struttura istituzionale ma le funzioni vengono svolte dai cabildos insulares, organi di governo presenti in ciascuna delle sette isole dell'arcipelago.

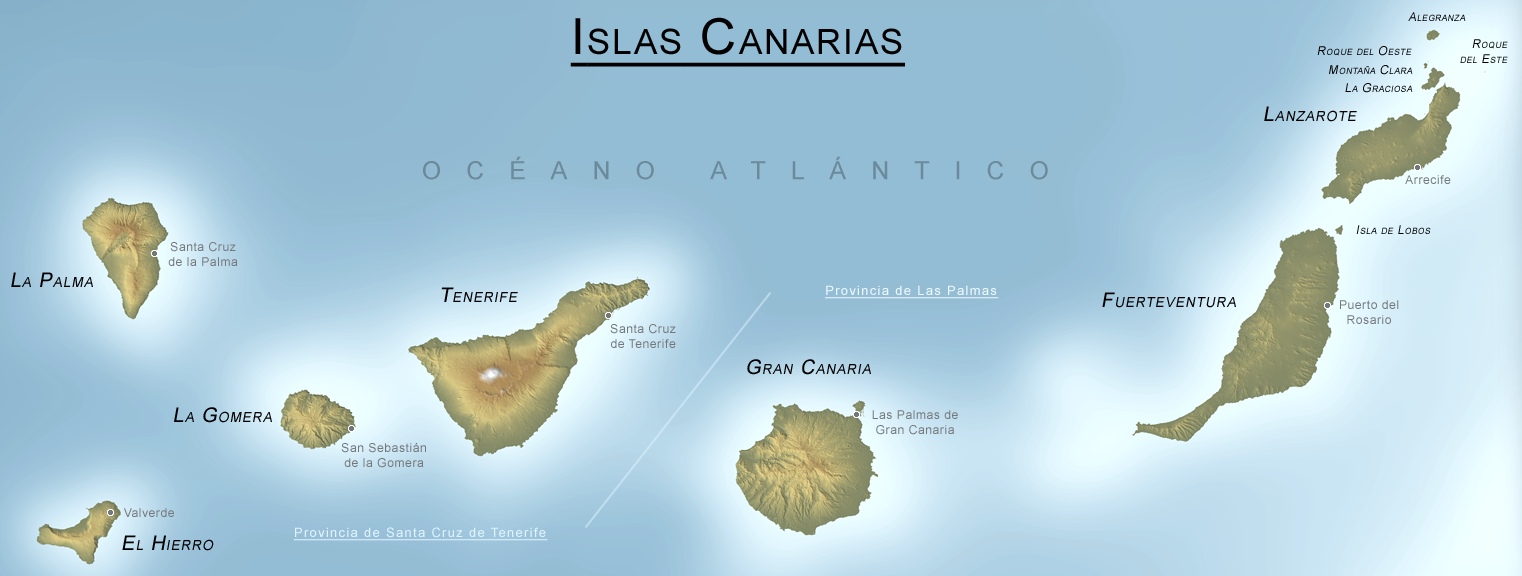
Mappa delle Isole Canarie

## Geografia antropica

### Suddivisioni amministrative
Le province di Santa Cruz e di Las Palmas — create nel 1927 dalla divisione della provincia delle Isole Canarie che fin dal 1833 includeva tutto l'arcipelago con capoluogo Santa Cruz de Tenerife — sono suddivise in 88 comuni.

Mappa dei comuni delle Isole Canarie

L'isola di La Graciosa è l'unica che non ha amministrazione propria, essendo parte del comune di Teguise sull'isola di Lanzarote.
| Isola         | Bandiera | Stemma | Capitale                   | Area (km²) | Popolazione (2018) |
| ------------- | -------- | ------ | -------------------------- | ---------- | ------------------ |
| El Hierro     |          |        | Valverde                   | 268,71     | 10 798             |
| Fuerteventura |          |        | Puerto del Rosario         | 1 659,74   | 113 275            |
| Gran Canaria  |          |        | Las Palmas de Gran Canaria | 1 560,10   | 846 717            |
| La Gomera     |          |        | San Sebastián de la Gomera | 369,76     | 21 136             |
| Lanzarote     |          |        | Arrecife                   | 845,94     | 149 183            |
| La Palma      |          |        | Santa Cruz de la Palma     | 708,32     | 81 863             |
| Tenerife      |          |        | Santa Cruz de Tenerife     | 2 034,38   | 904 713            |

## Società

### Evoluzione demografica

#### Popolazione
Nel 2019 le Isole Canarie avevano una popolazione di 2 153 389 abitanti, che ne fanno l'ottava più popolosa comunità autonoma della Spagna. La superficie totale dell'arcipelago è di 7493 km², risultante in una densità abitativa di 287,4 abitanti per chilometro quadrato, rendendola tre volte superiore a quella della media spagnola.
Storicamente, le due isole più abitate sono sempre state Tenerife e Gran Canaria. Secondo i dati del INE del 1 gennaio del 2020, gli abitanti delle isole sono:
- Tenerife: 928604 ab.
- Gran Canaria: 855521 ab.
- Lanzarote: 155812 ab.
- Fuerteventura: 119732 ab.
- La Palma: 83458 ab.
- La Gomera: 21678 ab.
- El Hierro: 11147 ab.
- La Graciosa: 751 ab. (nel 2017)

#### Immigrazione
Meno dei tre quarti della popolazione delle Canarie è nata nell'arcipelago: un quinto degli abitanti è infatti costituito da immigrati stranieri, cui si sommano numerosi cittadini spagnoli provenienti da altre regioni del Paese. Nel 2019 su una popolazione totale di 2 153 389 abitanti, solo il 72,1% erano nativi canari, mentre ben 417.932 (il 19,4% della popolazione dell'arcipelago) erano stranieri nati al di fuori della Spagna. La comunità principale era quella sudamericana, con Venezuela (66 593), Cuba (41 807) e Colombia (31 368) come primi Paesi di origine. Importanti sono anche le comunità europee, soprattutto quella italiana, che costituisce quasi il 2% della popolazione dell'arcipelago. Circa 40 000 sono gli immigrati africani, la maggioranza dei quali dal Marocco (24 281).
| Popolazione delle Isole Canarie (2019) | Popolazione delle Isole Canarie (2019) | Popolazione delle Isole Canarie (2019) | Popolazione delle Isole Canarie (2019) |
| Luogo di nascita                       | Luogo di nascita                       | Popolazione                            | Percentuale                            |
| -------------------------------------- | -------------------------------------- | -------------------------------------- | -------------------------------------- |
| Isole Canarie                          | Isole Canarie                          | 1 553 517                              | 72,15%                                 |
| Altre regioni della Spagna             | Altre regioni della Spagna             | 181 940                                | 8,45%                                  |
| Totale Spagna                          | Totale Spagna                          | 1 735 457                              | 80,6%                                  |
| Nati all'estero                        | Nati all'estero                        | 417 932                                | 19,4%                                  |
| America                                | America                                | 201 257                                | 9,3%                                   |
| Venezuela                              | Venezuela                              | 66 573                                 | 3,09%                                  |
| Cuba                                   | Cuba                                   | 41 792                                 | 1,94%                                  |
| Colombia                               | Colombia                               | 31 361                                 | 1,456%                                 |
| Argentina                              | Argentina                              | 17 429                                 | 0,809%                                 |
| Uruguay                                | Uruguay                                | 8 687                                  | 0,403%                                 |
| Resto d'Europa                         | Resto d'Europa                         | 154 511                                | 7,175%                                 |
| Italia                                 | Italia                                 | 39 469                                 | 1,833%                                 |
| Germania                               | Germania                               | 25 921                                 | 1,2%                                   |
| Regno Unito                            | Regno Unito                            | 25 339                                 | 1,177%                                 |
| Africa                                 | Africa                                 | 38 768                                 | 1,8%                                   |
| Marocco                                | Marocco                                | 24 268                                 | 1,127%                                 |
| Asia                                   | Asia                                   | 23 082                                 | 1,1%                                   |
| Cina                                   | Cina                                   | 9 848                                  | 0,457%                                 |
| Oceania                                | Oceania                                | 314                                    | 0,0                                    |
| Totale                                 | Totale                                 | 2 153 389                              | 100,0%                                 |
| Fonte                                  |                                        |                                        |                                        |

#### Religione

Basilica di Nostra Signora della Candelaria, patrona delle Canarie

Come nel resto della Spagna, la società delle Canarie è prevalentemente cristiana, soprattutto cattolica. Tuttavia, l'aumento dei flussi migratori (turismo, immigrazione, ecc.) sta aumentando il numero di seguaci di altre religioni che si incontrano nelle isole, come musulmani, protestanti e praticanti d'Induismo. Religioni minoritarie significativamente importante delle Isole Canarie sono: religioni afro-americane, Religione popolare cinese, buddisti, l'ebraismo, i Testimoni di Geova e la fede Bahá'í. Esiste anche una forma di neopaganesimo nativa, la Chiesa del popolo guancio.
La Vergine della Candelaria è patrona delle Isole Canarie. Nelle isole sono nati due santi cattolici, che sono stati tra i più grandi missionari nelle Americhe: Pedro de San José de Bethencourt (missionario in Guatemala) e José de Anchieta (missionario in Brasile).

## Economia

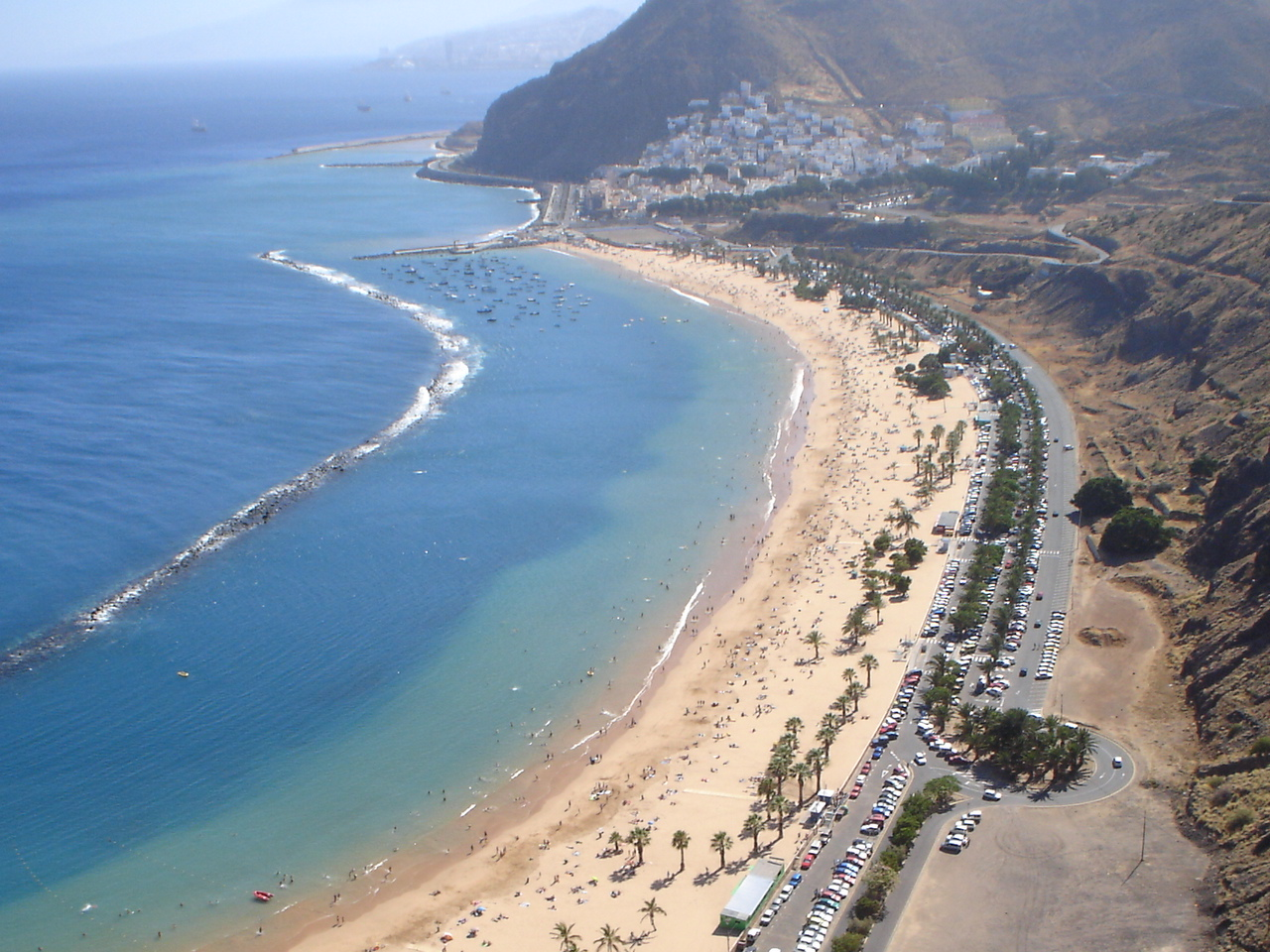
Playa de Las Teresitas

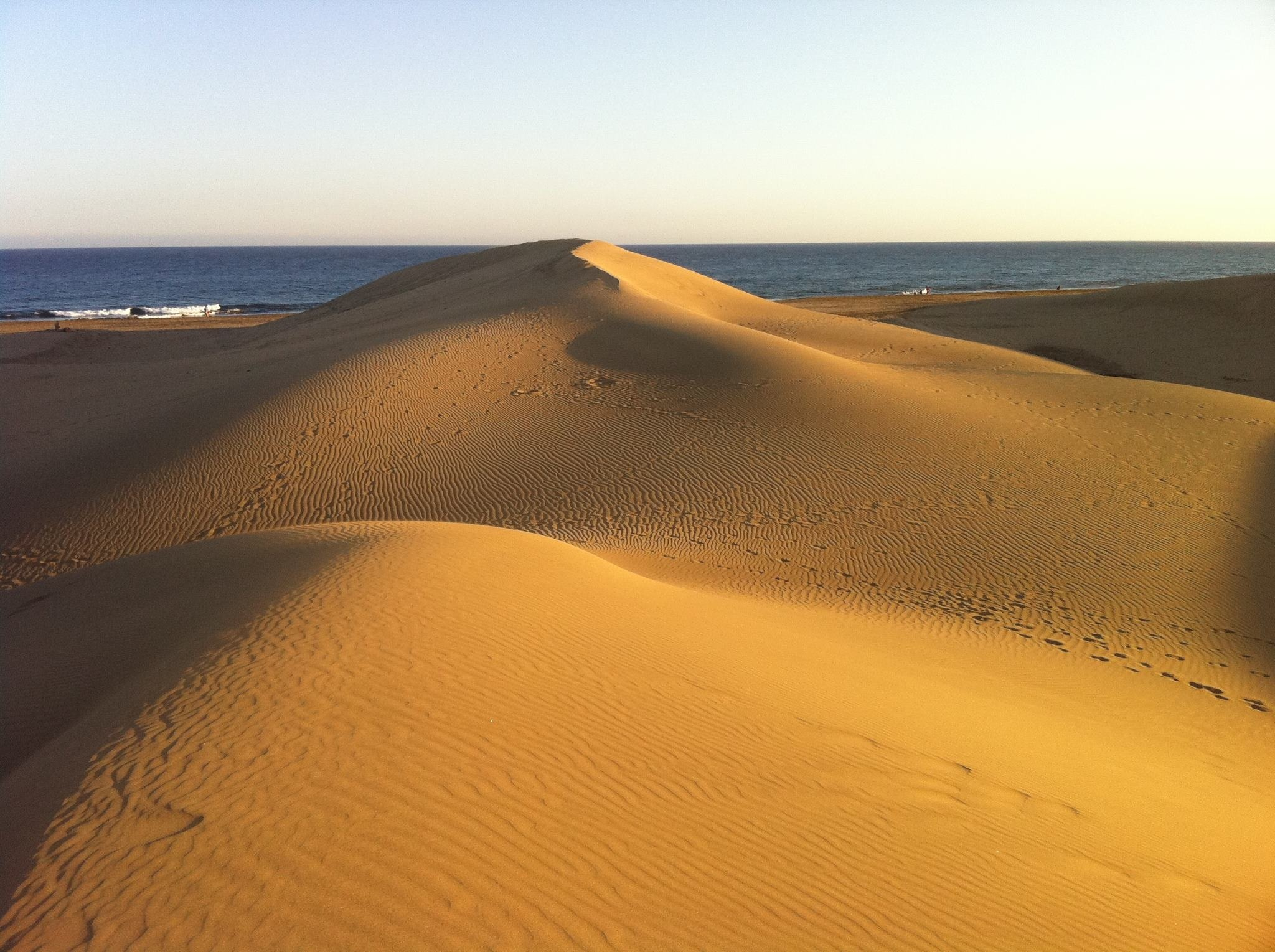
Dune di Maspalomas (Gran Canaria)

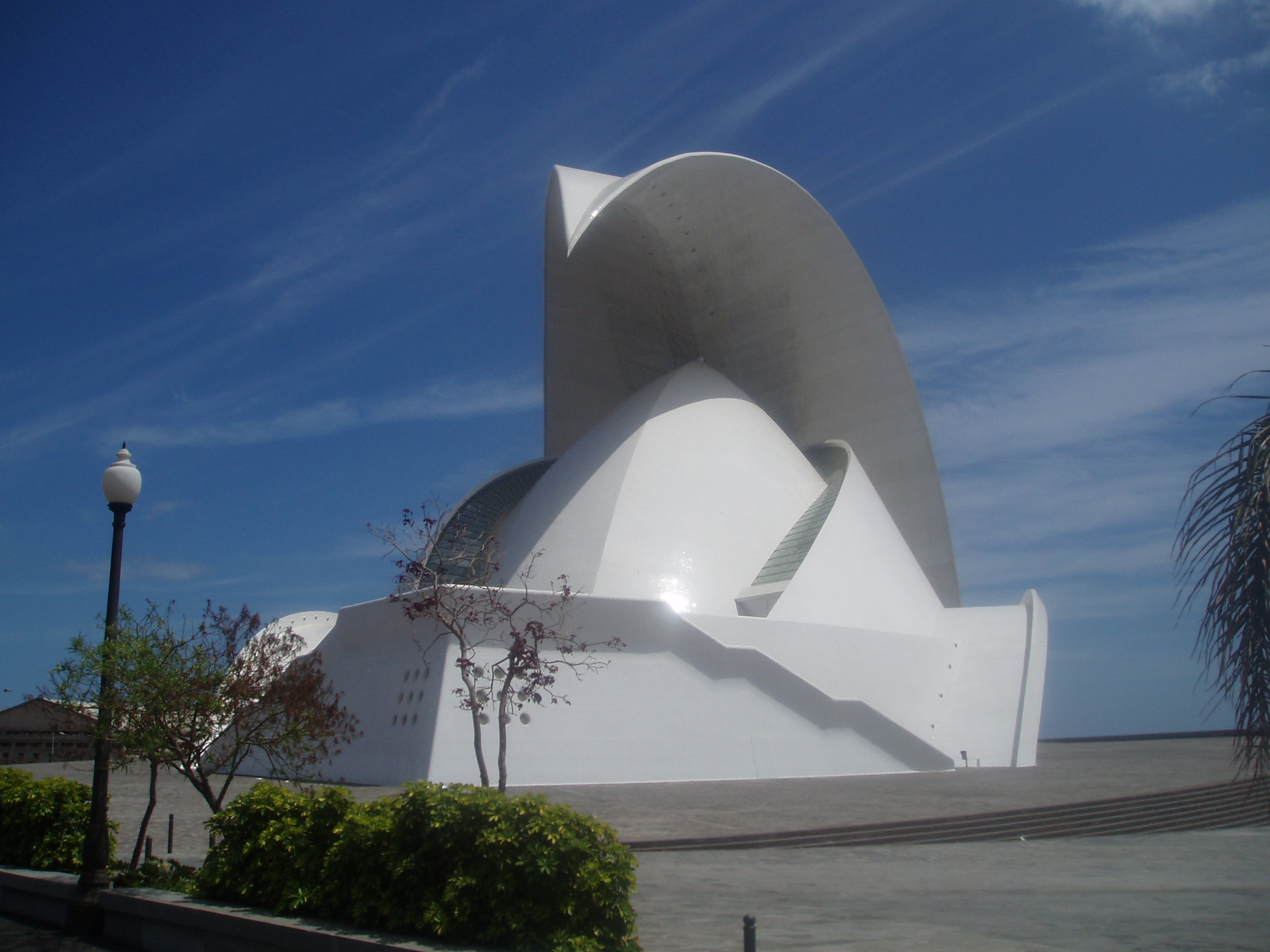
Auditorium di Tenerife

Il PIL pro capite delle Isole Canarie nel 2012 è stato di 19 806 euro.
L'economia è cresciuta rapidamente negli ultimi decenni. Oggi è basata sul turismo, l'agricoltura tropicale, la costruzione e i servizi. I prodotti agrari di maggior peso per l'esportazione sono banane, pomodori, fiori e piante ornamentali, avocado, papaye e manghi.
Le isole ricevono circa 12 milioni di turisti l'anno, che muovono a loro volta l'attività immobiliare e vari settori di servizi. Le due isole economicamente maggiori, Tenerife e Gran Canaria posseggono grandi centri pubblici che stimolano e diversificano l'economia, come le due università principali, l'amministrazione e i porti. Gli ecologisti sono preoccupati che le risorse vengano sovrasfruttate e che il territorio sia sempre più occupato dall'intensa attività edilizia.
Le isole sono al di fuori del territorio doganale dell'Unione europea, anche se politicamente sono all'interno dell'UE. Nei documenti doganali sono rappresentate dal codice ISO 3166-1 alpha-2 IC. I beni soggetti alle tasse doganali e all'IGIC (sostitutivo dell'IVA spagnola) come tabacco o apparecchi elettronici, sono quindi significativamente più economici alle Canarie, così come la benzina, meno cara che nella Spagna continentale. Le isole non hanno un dominio internet separato dal resto della Spagna.

### Regime fiscale ridotto
La ZEC, Zona Especial Canaria, è una zona di bassa pressione fiscale, la più bassa d'Europa, nata con lo scopo di promuovere lo sviluppo sociale ed economico dell'arcipelago Canario e diversificare la sua struttura produttiva.
La ZEC fu autorizzata dalla Commissione europea nel mese di gennaio del 2000 e prorogata successivamente sino al 2006 con istanza del governo spagnolo in relazione all'adeguamento della legislazione e regime economico fiscale delle isole Canarie per quanto concerne la ZEC, secondo i termini dell'autorizzazione (Título V de la Ley 19/1994, modificada por el Real Decreto-Ley 12/2006 y desarrollada por el Real Decreto-Ley 1758 / 2007). I requisiti sono un investimento di minimo 100 000 euro e la creazione di almeno 5 posti di lavoro nelle Isole di Tenerife e Gran Canaria, o di 50 000 euro e 3 posti di lavoro nelle altre isole dell'arcipelago.
Non tutte le attività sono autorizzabili, come per esempio costruzioni e altre che compromettono l'ambiente e hanno un dannoso impatto ambientale. I benefici della ZEC restano in vigore sino al 31 dicembre del 2019, essendo prorogabile solo su autorizzazione dell'Unione europea. L'autorizzazione all'iscrizione nel Registro Ufficiale di Entità ZEC (ROEZEC) aveva il termine del 31 dicembre del 2013. È da considerare il fatto che questa specifica situazione non rientra nelle aree "offshore" e "black list" in quanto viene riconosciuta e autorizzata dall'Unione europea stessa, e in tutti i casi vigono le leggi europee di trasparenza in materia fiscale.

### Statistica del turismo
Numero di turisti che hanno visitato le Isole Canarie nel 2023, per isola di destinazione (in migliaia):
- Tenerife - 6.449.359
- Gran Canaria - 4.235.141
- Lanzarote - 3.049.188
- Fuerteventura - 2.274.859
- La Palma - 148.720
- La Gomera ed El Hierro - 53.644

## Astronomia

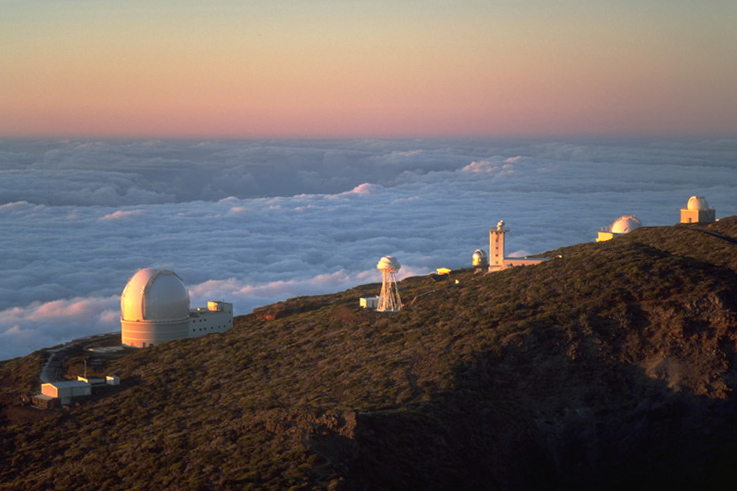
Osservatorio del Roque de los Muchachos

La combinazione di alte montagne e cieli limpidi ha reso il picco di Roque de los Muchachos (su La Palma, quota 2450 m) un punto ottimale per il posizionamento di telescopi. Nel 1985 nacque perciò l'Osservatorio del Roque de los Muchachos, che comprende anche un telescopio italiano, il Telescopio nazionale Galileo. Anche a Tenerife, sul Pico del Teide a 2400 m di altitudine, è stato creato l'osservatorio astronomico Carlos Sánchez operativo dal 1972.
Il fuso orario delle Canarie è il Western European Time, un'ora indietro rispetto al resto della Spagna.

## Cucina e prodotti tipici

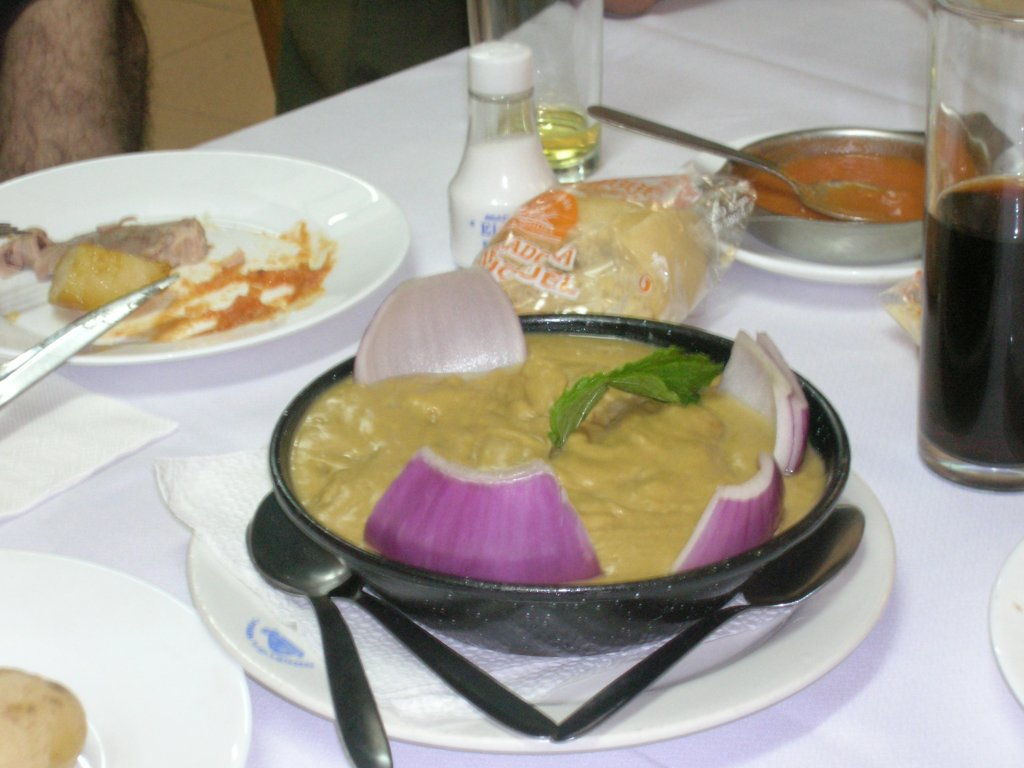
Gofio

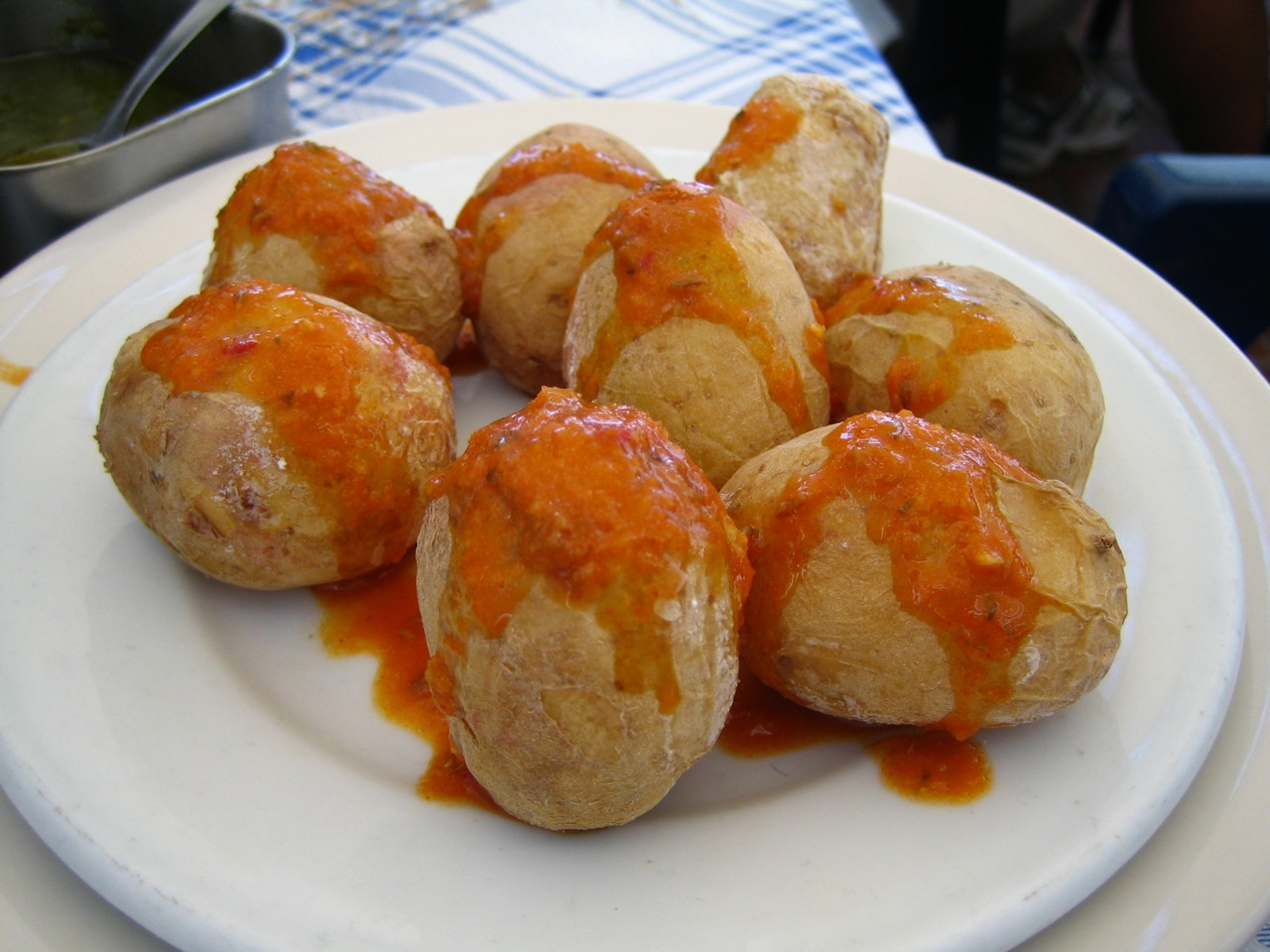
Papas arrugadas

La cucina delle Canarie è ricca di colori e sapori subtropicali, esotica e multietnica; è caratterizzata da semplicità, varietà, ricchezza di ingredienti, dovuti alla frammentazione del territorio, alla varietà dei prodotti della terra, alla pescosità delle acque, ai numerosi sedimenti culturali che ha ricevuto durante la sua storia. Sapori, odori, preparazioni e colori originali si combinano con quelli arrivati da altri paesi, sia nella cucina tradizionale canaria sia nella nuova cucina creativa delle Isole. La gastronomia canaria è stata influenzata dalla eredità dei Guanci e dalla tradizione latinoamericana, specialmente venezuelana. Infine, si trovano reminiscenze della gastronomia africana continentale.
Il gofio è l'alimento per antonomasia, che dalla notte dei tempi ha accompagnato le popolazioni indigene dei Guanci, fino ad arrivare ai giorni nostri. È fatto di farina ottenuta dall'orzo tostato, ma anche da altri cereali. Viene consumato in diverse forme: mescolato con latte, oppure con miele, si usa anche mangiarlo mischiato a zuppe di legumi o a brodo di pesce, di verdura o carne. Le Canarie sono l'unico posto della Spagna dove si consuma. Tradizionalmente, il gofio si portava in una bisaccia e si impastava al momento con acqua, ottenendo il gofio amasado (impastato).
Il condimento più comune è il mojo, una salsa che può accompagnare una grande varietà di pietanze.
Un altro piatto molto utilizzato, a base di patate cotte con la buccia in acqua e sale, condite con il mojo, prende il nome di papas arrugadas.

## Festività

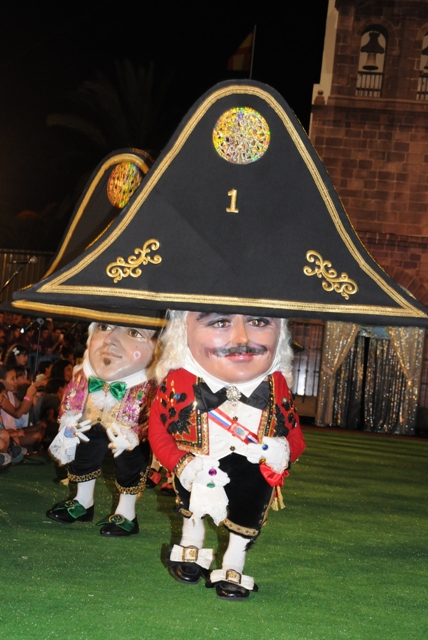
La danza dei Nani è uno degli atti più importanti delle feste lustrali della Bajada de la Virgen de las Nieves a Santa Cruz de La Palma

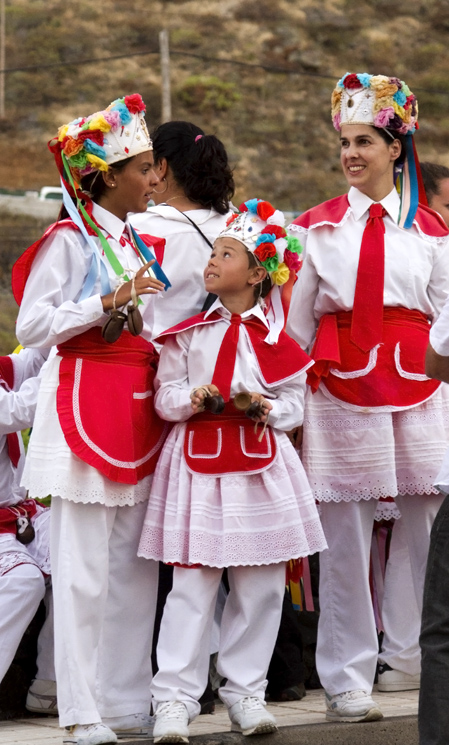
Ballerine con costume tipico a El Hierro

Il giorno ufficiale della comunità autonoma è il Giorno delle Canarie, che cade il 30 maggio. In questa data, infatti, ricorre l'anniversario della prima sessione del Parlamento delle Isole Canarie, con sede a Santa Cruz de Tenerife, avvenuta il 30 maggio 1983.
Il calendario comune delle vacanze nelle isole Canarie è il seguente:
- 1º gennaio: Capodanno.
- 6 gennaio: giorno dell'Epifania.
- Marzo o aprile: Giovedì santo e Venerdì santo.
- 1º maggio: Festa del lavoro.
- 30 maggio: Giorno delle Canarie.
- 15 agosto: Assunzione della Vergine Maria. Questo giorno è una vacanza nell'arcipelago come in tutta la Spagna. Popolarmente, nelle Isole Canarie, è noto come il giorno in cui si celebra la Vergine della Candelaria (Patrona delle Isole Canarie).[30][31]
- 12 ottobre: Festa nazionale spagnola. Commemorazione della scoperta dell'America.
- 1º novembre: Ognissanti.
- 6 dicembre: Giorno della Costituzione spagnola.
- 8 dicembre: Immacolata Concezione (Patrono di Spagna).
- 25 dicembre: Natale.

Inoltre, ognuna delle isole ha le proprie vacanze. Queste sono le feste dei santi protettori delle isole di ogni isola:
- 2 febbraio: a Tenerife. Nostra Signora della Candelaria.
- 5 agosto: a La Palma. Nostra Signora delle Nevi.
- 8 settembre: a Gran Canaria. Nostra Signora del Pino.
- 15 settembre: a Lanzarote. Nostra Signora di Addolorata.
- Terzo sabato di settembre: a Fuerteventura. Nostra Signora della Peña.
- 24 settembre: a El Hierro. Nostra Signora dei Re.
- Lunedì successivo al primo sabato di ottobre: a La Gomera. Nostra Signora di Guadalupe.

La festa più famosa e internazionale dell'arcipelago è il carnevale. Il carnevale è celebrato in tutte le isole e in tutti i suoi comuni, ma i due più frequentati sono quelli delle due capitali delle Isole Canarie: il Carnevale di Santa Cruz de Tenerife e il Carnevale di Las Palmas de Gran Canaria.